# Euxoa hollemani
Euxoa hollemani là một loài bướm đêm trong họ Noctuidae.